# Teinobasis rufithorax
Teinobasis rufithorax là một loài chuồn chuồn kim trong họ Coenagrionidae.
Teinobasis rufithorax được Selys miêu tả khoa học năm 1877.